# Climent VII d'Avinyó
Robert de Ginebra (1342-16 de setembre del 1394) va ser escollit al papat pels cardenals francesos que s'oposaven a Urbà VI. D'aquesta manera va convertir-se en el primer antipapa del Cisma d'Occident, amb el nom de papa Climent VII.
Era el fill d'Amadeu III, comte de Ginebra, de la Casa de Ginebra, i va néixer a Ginebra. Va ser ordenat bisbe de Thérouanne en el 1361, arquebisbe de Cambray en el 1368, i cardenal el 1371. Fou, també, comte de Ginebra (1392-94).
En 1377, mentre servia com a legat papal, personalment va dirigir les tropes deixades al papat per John Hawkwood i Sylvester Budes per reduir la petita ciutat de Cesena al territori de Forlì, que havia obtingut recentment la seva independència dels territoris pontificis; allà va supervisar la matança de 4000 civils, una atrocitat per les regles de guerra en el moment, cosa que li va atorgar el títol de "carnisser de Cesena".
Des del 1305 fins al 1377 els papes van residir a Avinyó (França). El 1378, l'aleshores papa Gregori XI, a instàncies de Catalina de Siena, havia decidit intentar la tornada del papat a Roma. Encara que va pronosticar que l'experiment seria un fracàs, poc després de la seva arribada va morir. El dret canònic indicava que el nou papa havia de ser elegit al lloc on l'antic papa havia mort, de manera que el nou papa seria elegit a Roma. Una multitud romana es va reunir i va amenaçar amb violència contra els cardenals si un italià no sortia elegit com a Pontífice. Com a cardenal, Robert de Ginebra va votar per elegir l'arquebisbe Bartolomeo Prignano de Bar (que no era cardenal) com a papa Urbà VI el 8 d'abril del 1378.
Urbà VI, pel seu costat, va estar en desacord amb el col·legi cardenalici des de l'inici del seu pontificat. Robert i tretze cardenals francesos van formar una coalició que buscava reemplaçar a Urbà en declarar que la seva elecció va ser invàlida, ja que el conclave havia estat celebrat sota l'amenaça de violència de part d'una multitud, i per això van realitzar una altra elecció en la qual Robert va ser alçat al papat a Fondi el 20 de setembre del 1378. França, Escòcia, Castella, Aragó, Navarra, Portugal, Dinamarca, alguns estats alemanys, Noruega, i els territoris  dels Savoia el van reconèixer com a papa, però els italians, no van donar suport al papat oposat d'Urbà VI.
Per poder consolidar la seva posició com a poder únic, Climent havia d'expulsar Urbà de Roma, i comptava amb la possessió del Castell de Sant Angelo, on una notable guarnició gascona resistia i atacava el Vaticà, i el seu nebot Louis de Montjoie va aixecar una exèrcit per dirigir-se a Roma en el seu suport a canvi d'un regne amb part dels territoris dels Estats Pontificis, però fou derrotat en la batalla de Marino i hagué de fugir primer a Nàpols i després a Avinyó. Robert conseqüentment va fixar la seva seu a Avinyó, com a Climent VII, i va cedir la major part dels Estats Pontificis a Lluís II d'Anjou.
Amb Robert de Ginebra es va iniciar el Gran Cisma d'Occident, la segona de les grans escissions dins de l'Església Catòlica, que duraria fins a 1417. La legitimitat del papat d'Avinyó va ser gran, encara entre teòlegs i religiosos de renom; Pierre d'Ailly, Philippe de Maizieres, Jean Gerson, Nicholas of Clemanges, Sant Vicent Ferrer, el beat Pere de Luxemburg i Santa Colette de Corbie, entre d'altres, van defensar el dret de Climent. Amb la reunificació del papat a Roma pel Concili de Constança, es va fixar a posteriori que la línia d'Avinyó es consideraria no canònica.